# Tommy McCook
Tommy McCook (Havanna, 1927. március 3. – 1998. május 5.) jamaicai szaxofonos.
A The Skatalites nevű zenekar alapító tagja volt, majd megrendezte a The Supersonics-ot Duke Reid-nek és sok felvételt készített Bunny Lee-vel és a The Revolutionaries zenekarral a Channel One Studios -ban az 1970-es években.
Tommy Cook 1998-ban bekövetkezett halála szinte alig vonta maga után a sajtó érdeklődését. Zenekarának tagjaihoz, Roland Alphonsóhoz és Jackie Mittoo-hoz hasonlóan, McCook sem kapta meg a médiától azt az elismerést, amit a jamaikai zenéhez való hozzájárulásával annyira kiérdemelt. McCook 1924-ben született Havannában, majd 1933-ban Jamaikába költözött. 11 éves korában kezdett játszani tenorszaxofonon, még akkor, amikor a jó hírű Alpha iskola tanulója volt. Később csatlakozott Eric Dean zenekarához.
1954-ben egy szerződés keretében Nassauba utazott, ahonnan szerződése lejártával Miamiba ment tovább. Itt hallott először John Coltrane-ről, és itt szeretett bele a dzsessz-zenébe. 1962 elején visszatért Jamaicába, ahol néhány helyi producer megkereste és lemezfelvételi lehetőséget ajánlott neki. Végül beleegyezett, hogy egy dzsessz-session felvételt készít Clement „Coxson” Dodd számára, a felvételt „Jazz Jamaica” címen adták ki. Első ska-felvétele Ernest Gold „Exodus”-ának adaptációja volt, melyet 1963 novemberében vettek fel, a részt vevő zenészek később megalakították a Skatalites-t.

## Lemezek
- Top Secret – 1969 – Techniques
- Horny Dub – 1976 – Grounation
- Reggae In Jazz – 1976 – Eve
- Cookin' Shuffle – Jamaica Authentic
- Down On Bond Street – Trojan Records (1999)
- Tommy's Last Stand – Creole – 2001
- Blazing Horns – Tenor In Roots – 1976-1978 – Blood & Fire (2003)
- Real Cool – 1966-1977 – Trojan Records (2005)

### The Skatalites
- Tommy McCook & The Skatalites – The Skatalite! – 1969 – Treasure Island

### Bobby Ellis-szel
- Green Mango – 1974 – Attack
- Blazing Horns – 1977 – Grove Music

### The Aggrovators
- Brass Rockers – 1975 – Striker Lee
- Cookin – 1975 – Horse/Trojan
- King Tubby Meets The Agrovators At Dub Station – 1975 – Live and Love
- Show Case – 1975 – Culture Press (1997)
- Disco Rockers (aka Hot Lava) – 1977 – Dynamic Sound
- Instrumental Reggae – RAS (1992)

### Yabby You-val
- Yabby You Meets Tommy McCook In Dub – Peacemaker
- Yabby You Meets Sly & Robie Along With Tommy McCook – Prophets

## Külső hivatkozások
- Tommy McCook on darkerthanblue.com
- Album review on www.reggae-vibes.com  Archiválva 2007. július 24-i dátummal a Wayback Machine-ben